# Megachile agilis
Megachile agilis là một loài Hymenoptera trong họ Megachilidae. Loài này được Smith mô tả khoa học năm 1879.